# Prosaurolophus
Prosaurolophus (/ˌproʊsɔːˈrɒləfəs/; nghĩa là "tiền Saurolophus" là một chi khủng long trong họ Hadrosauridae sống vào thời kỳ Creta muộn tại nơi ngày nay là Bắc Mỹ.